# Scaligeria napiformis
Scaligeria napiformis är en växtart i släktet Scaligeria och familjen flockblommiga växter. Den beskrevs av Carl Ludwig Willdenow och Kurt Sprengel som Bunium napiforme och fick sitt nuvarande namn av Loreto Grande 1914.
Arten är en tvåårig ört som återfinns på Balkan, i Libyen och i Mellanöstern.